# Czerwiec 2005

## 1 czerwca2005
- W Holandii odbyło się referendum w sprawie Traktatu Ustanawiającego Konstytucję dla Europy. Tak jak wskazywały sondaże, po Francji, także Holandia zrezygnowała z konstytucji. Przy bardzo wysokiej – 62,8% frekwencji, 61,6% osób głosowało na „nie”, natomiast „za” było tylko 38.4% obywateli.
- Leszek Szreder, komendant główny policji, przyjął dymisję Janusza Gołębiewskiego, dyrektora Centralnego Biura Śledczego. Eugeniusz Szczerbak, zastępca komendanta głównego policji ogłosił w wywiadzie, że prośba o dymisję była samodzielna. Tymczasem Szreder zapowiedział dalsze zmiany w CBŚ i reformę policji.

## 2 czerwca2005
- Nowym szefem Centralnego Biura Śledczego został Jerzy Kowalski, dotychczasowy Komendant Wojewódzki Policji w Gorzowie Wielkopolskim.
- Sekretarz generalny ONZ Kofi Annan ogłosił raport alarmujący, iż pomimo wysiłków i największych w historii wydatków na walkę z pandemią AIDS liczba zachorowań na świecie oraz zgonów wywołanych chorobą stale rośnie.
- W Aleksandrowicach został założony Klub Sportowy Topór.

## 3 czerwca2005
- Osobisty sekretarz Jana Pawła II arcybiskup Stanisław Dziwisz został mianowany przez papieża Benedykta XVI metropolitą krakowskim. Arcybiskup Dziwisz będzie następcą 78-letniego kardynała Franciszka Macharskiego, który już trzy lata temu ze względu na osiągnięcie wieku emerytalnego (75 lat) złożył na ręce Jana Pawła II rezygnację ze sprawowanej funkcji, a do chwili obecnej pozostawał na tym stanowisku na wyraźną prośbę papieża. Gazeta.pl
- Głosami SLD, LPR, Samoobrony, UP i SdPl Sejm przyjął nowelizację ustawy regulującej ustrój m.st. Warszawy i osłabiając pozycję prezydenta miasta Lecha Kaczyńskiego (PiS). Ten zapowiedział, że mimo zmian odbierających mu część władzy w trakcie kadencji nie zamierza podać się do dymisji. Gazeta.pl
- George Soros, amerykański miliarder i filantrop, na konferencji prasowej w Kijowie oskarżył prezydenta Rosji Władimira Putina o doradzanie Leonidowi Kuczmie, prezydentowi Ukrainy, użycie broni przeciwko uczestnikom pomarańczowej rewolucji. Kreml natychmiast zaprzeczył, nazywając sugestie Sorosa wytworem jego wyobraźni. Dzień wcześniej Soros zaprzeczył, jakoby finansował zmiany na Ukrainie choć przyznał, że „udzielił poparcia procesom demokratycznym” na Ukrainie czy w Gruzji.

## 7 czerwca2005
- Wybory prezydenckie na Węgrzech zwyciężył nieoczekiwanie kandydat prawicowej opozycji László Sólyom. Wybrany przez parlament głosami Fideszu i Węgierskiego Forum Demokratycznego oraz posłów niezależnych, dopiero w trzeciej turze pokonał stosunkiem głosów 189-182 socjaldemokratyczną przewodniczącą zgromadzenia Katalinę Szili. Obu kandydatów zbojkotowali liberałowie, co doprowadziło do klęski rządzącej koalicji. Same wybory odbyły się przy dużym napięciu oraz zarzutach nieprawidłowości w ich przeprowadzeniu.
- Abp Dziwisz, nowy arcybiskup krakowski, przybył do Raby Wyżnej na Podhalu, swojej rodzinnej miejscowości.

## 8 czerwca2005
- Co najmniej 22 osoby zginęły, gdy wojsko otworzyło ogień do demonstrantów w Addis Abebie. Był to kolejny dzień protestów, a tego dnia rozpoczął się strajk. Do interwencji doszło gdy tłum zaczął rzucać kamieniami w policjantów. Po wyborach z 15 maja premier Zenawi Meles zakazał wszelkich demonstracji. Opozycja oskarża zwycięską partię Melesa – Etiopski Ludowy Front Rewolucyjno-Demokratyczny – o sfałszowanie wyborów.

## 10 czerwca2005
- Fałszywe ostrzeżenie o ataku terrorystycznym przy użyciu sarinu sparaliżowało na trzy godziny centrum Warszawy. Zamknięty był ruch uliczny oraz metro. Jeszcze w czwartek wieczorem zatrzymany został 30-letni Robert O., podejrzany o rozsyłanie do telewizji i policji maili z informacją o planowanej na godzinę 15.00 w piątek eksplozji w tunelu Dworca Śródmieście. (Wikinews)
- Przewodniczący Rady Naczelnej i były prezes Polskiego Stronnictwa Ludowego Jarosław Kalinowski oficjalnie zapowiedział swój start w wyborach prezydenckich. Z powodu wspólnej kampanii w wyborach prezydenckich i parlamentarnych partia ostatecznie nie zdecydowała się na poparcie kandydata zewnętrznego: Zbigniewa Religi bądź Macieja Płażyńskiego. (Wikinews)

## 13 czerwca2005
- Michael Jackson został uznany niewinnym w sprawie o molestowanie seksualne 13-letniego chłopca. Ława przysięgłych po trwających tydzień obradach orzekła, że piosenkarz nie jest winien żadnego z 10 zarzucanych mu czynów.

## 15 czerwca2005
- Francja i Japonia podejmą wspólną pracę nad projektem pasażerskiego samolotu naddźwiękowego – zakomunikowało japońskie Ministerstwo Gospodarki, Handlu i Przemysłu. Wkładem japońskim będą osiągnięcia w konstrukcji energooszczędnych silników, Francuzi przekażą swoje doświadczenie zdobyte przy budowie i eksploatacji Concorde’ów. Początkowo firmy z obu krajów przeznaczą na badania 760 tys. dolarów rocznie, głównie celem ograniczenia hałasu i zużycia paliwa w naddźwiękowej konstrukcji. Gazeta.pl

## 16 czerwca2005
- Rzecznik Praw Obywatelskich uważa, że Leon Kieres nie powinien wydać komisji śledczej materiałów Instytutu Pamięci Narodowej. 
 Profesor Andrzej Zoll powiedział, że jest to sprzeczne z ustawą o IPN.

## 17 czerwca2005
- Unia Europejska nie osiągnęła porozumienia w sprawie budżetu na lata 2007–2013. Kompromisowa propozycja Jeana-Claude’a Junckera, premiera przewodniczącego obradom Luksemburga, została w ostatniej chwili odrzucona przez Wielką Brytanię przy pomocy Holandii, Szwecji, Hiszpanii i Finlandii. Zdaniem polityków oznacza to klęskę szczytu i duże prawdopodobieństwo nieuchwalenia na czas budżetu. W tej sytuacji z 2007 r. zacznie obowiązywać prowizorium budżetowe, nie obejmujące w wydatkach potrzeb nowych państw członkowskich, szczególnie Polski.
- Odbyła się pierwsza tura wyborów prezydenckich w Iranie. Po przeliczeniu dwóch trzecich głosów okazało się, że były prezydent Ali Akbar Haszemi Rafsandżani zdobył 20,84 proc., a burmistrz Teheranu Mahmud Ahmadineżad 19,71 proc. Druga tura odbędzie się 24 czerwca

## 19 czerwca2005
- Podczas mszy św. kończącej III Krajowy Kongres Eucharystyczny prymas Polski, kardynał Józef Glemp odczytał po łacinie i po polsku list apostolski Benedykta XVI zezwalający, aby trzem księżom, Władysławowi Findyszowi, Bronisławowi Markiewiczowi i Ignacemu Kłopotowskiemu przysługiwał tytuł błogosławionych. (gazeta.pl)
- Sonda Mars Express, wysłana na orbitę Marsa przez Europejską Agencję Kosmiczną, pomyślnie rozłożyła trzeci bom anteny radarowej instrumentu MARSIS (ang. Mars Advanced Radar for Subsurface and Ionosphere Sounding). Pierwsze testy wykazują poprawne funkcjonowanie urządzenia. MARIS jest pierwszym, działającym radarem, wysłanym w kierunku Marsa. Umożliwi on badanie jonosfery oraz pozwoli zajrzeć kilka kilometrów pod powierzchnię planety, celem poszukiwania podziemnych zbiorników wody.

## 21 czerwca2005
- O godz. 21:46 czasu środkowoeuropejskiego z okrętu podwodnego na Morzu Barentsa wystrzelona została rakieta Wołna, mająca wynieść na orbitę Ziemi pierwszy w historii pojazd kosmiczny o napędzie żaglowym – Cosmos 1. Niestety, na skutek awarii w 83. sekundzie lotu, pojazd spadł z powrotem do Morza Barentsa.

## 23 czerwca2005
- Wybrano nowy skład Zarządu Krajowego SLD.

## 24 czerwca2005
- We Lwowie, z udziałem prezydentów Rzeczypospolitej Polskiej – Aleksandra Kwaśniewskiego i Republiki Ukrainy – Wiktora Juszczenki oraz zwierzchników dwóch katolickich obrządków Lwowa: łacińskiego – kardynała Mariana Jaworskiego i greckokatolickiego – kardynała Lubomyra Huzara odbyło się uroczyste otwarcie odbudowanego Cmentarza Obrońców Lwowa.

## 25 czerwca2005
- Lech Kaczyński został skazany za zniesławienie Mieczysława Wachowskiego.

## 28 czerwca2005
- Formalne rozpoczął się proces beatyfikacyjny Jana Pawła II. Postulatorem procesu został polski ksiądz Sławomir Oder. Rozpoczęcie procesu było możliwe dzięki decyzji Benedykta XVI, który 13 maja zezwolił na natychmiastowe rozpoczęcie procesu, udzielając dyspensy od pięcioletniego okresu oczekiwania od śmierci kandydata, jaki jest wymagany przez prawo kanoniczne.
- Włodzimierz Cimoszewicz wbrew wcześniejszym deklaracjom o wycofaniu się z polityki ogłosił start w wyborach prezydenckich.